# Світовий рекорд

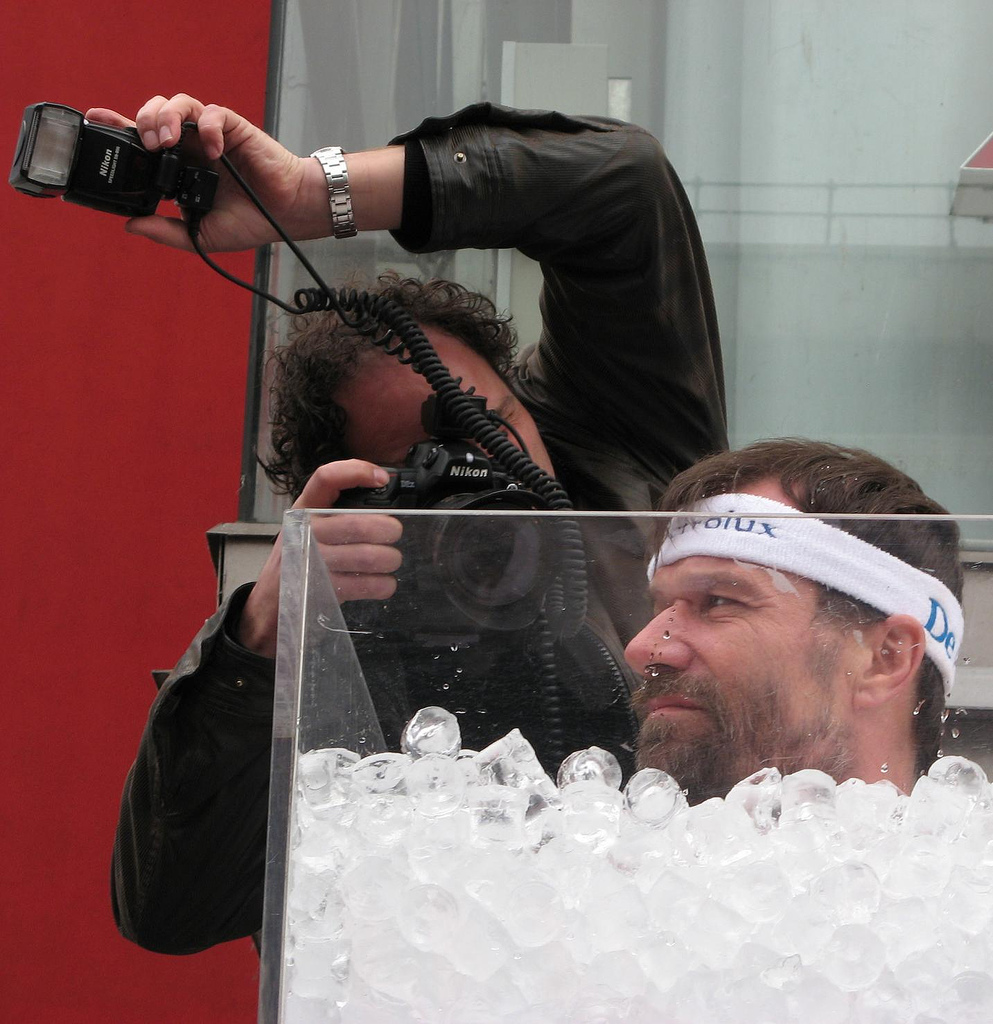
Хоча багато хто вважає рекорд марним заняттям, деякі рекорди дозволяють просунутися в наукових і медичних дослідженнях, як у цій адаптації організму (Вім Хоф) до низької температури.

Світовий рекорд — найвище зареєстроване і перевірене досягнення у світі в будь-якому виді діяльності, зокрема, у спорті. Перший зареєстрований світовий рекорд — 23 жовтня 1906 року піонер авіації Альберто Сантос-Дюмоном пролетів на апараті, важчому за повітря, 60 метрів на висоті двох-трьох метрів.
Збирання і публікацію найкращих і найгірших людських досягнень, світових рекордів природи і навколишнього світу здійснює Книга рекордів Гіннеса, компанія RecordSetter та інші.

## Термінологія
Також використовується термін «найвище світове досягнення». Зокрема, в легкій атлетиці для результатів, не визнаних офіційним світовим рекордом за різних причин: або тому, що рекорди у цьому виді не реєструються взагалі (наприклад, біг на 150 метрів або окремі види десятиборства), або тому, що не виконуються інші правила (наприклад, напівмарафон із надмірним ухилом).

## У культурі
Малайзія — єдина країна, в якій побиття світових рекордів стало національним спортом.
В Індії встановлення і поліпшення рекордів таке популярне, що існує місцева версія Книги рекордів Гіннеса — Книга рекордів Лімка, за назвою місцевого слабоалкогольного напою «222».

## У спорті
Спортивні світові рекорди фіксуються міжнародними федераціями окремих видів спорту на змаганнях з офіційним суддівством при суворому дотриманні правил і умов змагань. Спортсмени, що встановили світовий рекорд, називаються рекордсменами світу (або світовими рекордсменами).

## Еволюція продуктивності
У 2009 році Інститут медико-біологічних досліджень та епідеміології спорту (IRMES) провів дослідження еволюції продуктивності в ключових олімпійських видах спорту, аналізуючи 158 світових рекордів, починаючи з перших Олімпійських ігор сучасності до 2007 року. Висновок: у найближчі роки спортсменам буде набагато важче виконувати олімпійський девіз «citius, altius, fortius».
Їхній аналіз враховує технічні, харчові, медичні та фармакологічні досягнення і дозволяє зробити криву еволюції продуктивності в 148 олімпійських змаганнях із плавання, легкої атлетики, велосипедного спорту, ковзанярського спорту і важкої атлетики. Крива показує, що зростання рекорду для кожного виду прагне до межі. Це абсолютна межа, не межа конкретної людини. На думку авторів, людина не використовувала 65 % своїх максимальних можливостей у 1814 році, проти 19 % — у наш час. На кривій є фаза стійкого зростання до 1979 року і зниження після. За цією моделлю, фізіологічна межа людини буде досягнута за одне покоління і половина світових рекордів не буде покращена більше ніж на 0,05 % до 2027 року. Це може вплинути на майбутні умови підготовки спортсменів і організацію змагань. Також це може призвести до зниження духу і цінності Олімпійських ігор.

## Рекорди людей
- Італійський фехтувальник Едоардо Манджаротті, 6-разовий олімпійський чемпіон і 12-разовий чемпіон світу — найтитулованіший спортсмен у всіх олімпійських видах в історії Олімпіад, в 1936—1960 рр. завоював 39 золотих, срібних і бронзових медалей на Олімпійських іграх і чемпіонатах світу.
  - Цей рекорд у 2011 поліпшив американський плавець Майкл Фелпс: 18-разовий олімпійський чемпіон, 22-разовий призер олімпійських ігор і 26-разовий чемпіон світу в 50-метровому басейні (48 медалей у 2000—2012).
- Воднолижник Патрік Мартін[fr] (Франція) один із найбільш титулованих спортсменів світу: 12-кратний чемпіон світу, 34-кратний чемпіон Європи, автор 25-ти світових рекордів.
- Ашріта Фурман (США) встановив 259 рекордів, у тому числі 100 не побиті. Йому належить рекорд найбільшої кількості рекордів, у тому числі:
  - Рекорд стрибків на батуті (Jumping jack[en]) за 1 хвилину: 61[5][6][7]
  - Рекорд підкидання м'ячика пінг-понгу ракеткою: 3 години 7 секунд[5]
  - Найшвидша миля на м'ячі: 15 хвилин і 3 секунди[5].